# Jacques Ier (roi de Chypre)
Pour les articles homonymes, voir Jacques Ier.
Jacques Ier de Lusignan, né vers 1334, mort le 9 septembre 1398, roi de Chypre (1382-1398), fils de Hugues IV de Chypre et d'Alice d'Ibelin.
Il épousa en 1365 Helvis de Brunswick-Grubenhagen, fille de Philippe, connétable de Jérusalem, et d'Hélvis de Dampierre. Jacques fut nommé connétable de Chypre, et mena à ce titre la guerre contre Gênes en 1372. Avec la prise de Kyrenia en 1374, il fut envoyé en otage à Gênes, où il consomma son mariage avec Helvis, qui s'était mariée à douze ans. La plupart de ses enfants sont nés à Gênes. Il était encore à Gênes à la mort de son neveu Pierre II et dut céder Famagouste et plusieurs places fortes aux Génois pour pouvoir être libéré. De ce fait, il fut couronné en 1385 quand il succéda à son neveu homonyme qui était le seul fils de son troisième frère.
En 1393, Léon VI d'Arménie mourut et Jacques hérita du titre de roi d'Arménie, dont le royaume se réduisait aux villes de Korikos ou Korakou et Vitzada jusqu'en 1375, qui étaient cypriotes depuis sa conquête par Pierre Ier.

## Mariage et descendance
De son épouse Helvis de Brunswick il avait eu :
- Janus (1375-1432), roi de Chypre ;
- Philippe de Lusignan (mort en 1430) connétable de Chypre ;
- Henri de Lusignan (mort en 1427) prince titulaire de Galilée ;
- Eudes de Lusignan (mort en 1421 Palerme) sénéchal de Jérusalem, entré au service du roi d'Aragon ;
- Hugues de Lusignan (mort en 1442) régent de Chypre, cardinal, archevêque de Nicosie ;
- Guy de Lusignan, connétable de Chypre ;
- Marie de Lusignan (1381-1404), mariée en 1403 à Ladislas Ier de Naples (1376-1414) roi de Naples ;
- Agnes de Lusignan, (1382-1459) abbesse de Wunstorf ;
- Isabelle de Lusignan, mariée vers 1415 à son cousin germain Pierre de Lusignan, comte titulaire de Tripoli, fils de Jacques de Lusignan, comte de Tripoli.